# Paul Wuthe
Paul Wuthe (* 1. Mai 1968 in Voitsberg) ist Chefredakteur der katholischen Nachrichtenagentur Kathpress und Medienverantwortlicher der Österreichischen Bischofskonferenz.

## Leben
Paul Wuthe hat an der Universität Wien katholische Fachtheologie, Selbstständige Religionspädagogik und Rechtswissenschaften studiert und dissertierte zur Rolle des Heiligen Stuhls bei der KSZE. Von 1994 bis 2009 war er im Generalsekretariat der Österreichischen Bischofskonferenz beschäftigt und leitete u. a. das Büro für den Mitteleuropäischen Katholikentag 2003/04. Seit 2004 leitet er das Medienreferat der Bischofskonferenz und war u. a. für die Medienarbeit zum Besuch von Papst Benedikt XVI. in Österreich 2007 verantwortlich. Seit 2010 ist er Chefredakteur der Kathpress, seit 2012 auch deren Geschäftsführer. Von 2012 bis zu dessen Auflösung im Zuge der Kurienreform 2016 war er Konsultor im Päpstlichen Medienrat.
Bundespräsident Alexander Van der Bellen hat ihm Ende 2024 den Berufstitel „Professor“ verliehen. Die Verleihung des Titels nahm Kultus- und Medienministerin Susanne Raab am 18. Dezember 2024 im Rahmen eines Festakts im Bundeskanzleramt in Wien vor.